# Campeonato Africano de Futsal de 2008
El Campeonato Africano de Futsal de 2008 se llevó a cabo en Trípoli, Libia del 21 al 31 de marzo y contó con la participación de 10 selecciones mayores de África, 2 más que en la edición anterior.
El anfitrión Libia venció en la final al campeón de las tres ediciones anteriores Egipto para ganar su primer título continental de la categoría.

## Fase de grupos

### Grupo 1
| País      | J | G | E | P | GF | GC | GD  | Pts |
| --------- | - | - | - | - | -- | -- | --- | --- |
| Libia     | 4 | 4 | 0 | 0 | 19 | 4  | +15 | 12  |
| Marruecos | 4 | 3 | 0 | 1 | 16 | 6  | +10 | 9   |
| Nigeria   | 4 | 1 | 1 | 2 | 9  | 12 | –3  | 4   |
| Túnez     | 4 | 1 | 0 | 3 | 9  | 15 | –6  | 3   |
| Camerún   | 4 | 0 | 1 | 3 | 6  | 22 | –16 | 1   |

| Partido | Fecha      | Hora Local | Local     | Resultado | Visita    | Sede          | Reporte |
| ------- | ---------- | ---------- | --------- | --------- | --------- | ------------- | ------- |
| 2       | 2008-03-21 | 14:00      | Túnez     | 0 – 5     | Marruecos | Cortuba       | [ 1 ]   |
| 4       | 2008-03-21 | 20:30      | Libia     | 4 – 0     | Nigeria   | African Union | [ 2 ]   |
| 5       | 2008-03-22 | 18:00      | Camerún   | 3 – 3     | Nigeria   | African Union | [ 3 ]   |
| 7       | 2008-03-22 | 20:00      | Libia     | 4 – 2     | Túnez     | African Union | [ 4 ]   |
| 9       | 2008-03-23 | 18:00      | Camerún   | 1 – 4     | Túnez     | African Union | [ 5 ]   |
| 11      | 2008-03-23 | 20:00      | Libia     | 4 – 1     | Marruecos | African Union | [ 6 ]   |
| 15      | 2008-03-24 | 18:00      | Camerún   | 1 – 7     | Libia     | African Union | [ 7 ]   |
| 16      | 2008-03-24 | 20:00      | Marruecos | 2 – 1     | Nigeria   | Cortuba       | [ 8 ]   |
| 17      | 2008-03-25 | 18:00      | Nigeria   | 5 – 3     | Túnez     | Cortuba       | [ 9 ]   |
| 18      | 2008-03-25 | 20:00      | Marruecos | 8 – 1     | Camerún   | African Union | [ 10 ]  |

## Grupo 2
| País       | J | G | E | P | GF | GC | GD  | Pts |
| ---------- | - | - | - | - | -- | -- | --- | --- |
| Egipto     | 4 | 2 | 2 | 0 | 20 | 7  | +13 | 8   |
| Mozambique | 4 | 2 | 1 | 1 | 25 | 12 | +13 | 7   |
| Angola     | 4 | 2 | 1 | 1 | 20 | 19 | +1  | 7   |
| Zambia     | 4 | 1 | 0 | 3 | 15 | 28 | –13 | 3   |
| Sudáfrica  | 4 | 1 | 0 | 3 | 17 | 31 | –14 | 3   |

| Partido | Fecha      | Hora Local | Local      | Resultado | Visita     | Sede          | Reporte |
| ------- | ---------- | ---------- | ---------- | --------- | ---------- | ------------- | ------- |
| 1       | 2008-03-21 | 12:00      | Sudáfrica  | 4 – 8     | Angola     | Cortuba       | [ 11 ]  |
| 3       | 2008-03-21 | 16:00      | Egipto     | 9 – 0     | Zambia     | Cortuba       | [ 12 ]  |
| 6       | 2008-03-22 | 18:00      | Egipto     | 8 – 4     | Sudáfrica  | Cortuba       | [ 13 ]  |
| 8       | 2008-03-22 | 20:00      | Mozambique | 9 – 2     | Zambia     | Cortuba       | [ 14 ]  |
| 10      | 2008-03-23 | 18:00      | Angola     | 2 – 2     | Egipto     | Cortuba       | [ 15 ]  |
| 12      | 2008-03-23 | 20:00      | Sudáfrica  | 3 – 10    | Mozambique | Cortuba       | [ 16 ]  |
| 13      | 2008-03-24 | 18:00      | Egipto     | 1 – 1     | Mozambique | Cortuba       | [ 17 ]  |
| 14      | 2008-03-24 | 20:00      | Zambia     | 8 – 4     | Angola     | African Union | [ 18 ]  |
| 19      | 2008-03-25 | 18:00      | Zambia     | 5 – 6     | Sudáfrica  | Cortuba       | [ 19 ]  |
| 20      | 2008-03-25 | 20:00      | Angola     | 6 – 5     | Mozambique | African Union | [ 20 ]  |

## Fase final
|  | Semifinales          | Semifinales          |   |                      | Final                | Final |  |
|  |                      |                      |   |                      |                      |       |  |
|  |                      |                      |   |                      |                      |       |  |
|  | Trípoli, 28 de marzo |                      |   |                      |                      |       |  |
|  | Egipto               | 4                    |   |                      |                      |       |  |
|  | Marruecos            | 1                    |   |                      |                      |       |  |
|  |                      |                      |   |                      |                      |       |  |
|  |                      |                      |   |                      | Trípoli, 31 de marzo |       |  |
|  |                      |                      |   |                      | Egipto               | 3     |  |
|  |                      | Libia (t.e.)         | 4 |                      |                      |       |  |
|  |                      |                      |   |                      |                      |       |  |
|  |                      |                      |   |                      |                      |       |  |
|  |                      |                      |   |                      | Tercer lugar         |       |  |
|  | Trípoli, 28 de marzo | Trípoli, 28 de marzo |   | Trípoli, 30 de marzo | Trípoli, 30 de marzo |       |  |
|  | Libia                | 4                    |   | Marruecos (t.e.)     | 3                    |       |  |
|  | Mozambique           | 1                    |   |                      | Mozambique           | 1     |  |

## Campeón
| Campeonato Africano de Futsal 2008 |
| ---------------------------------- |
| Bandera de Libia                   |
| Libia 1º Título                    |

## Clasificados al Mundial
| - Libia | - Egipto |